# Anijshagel

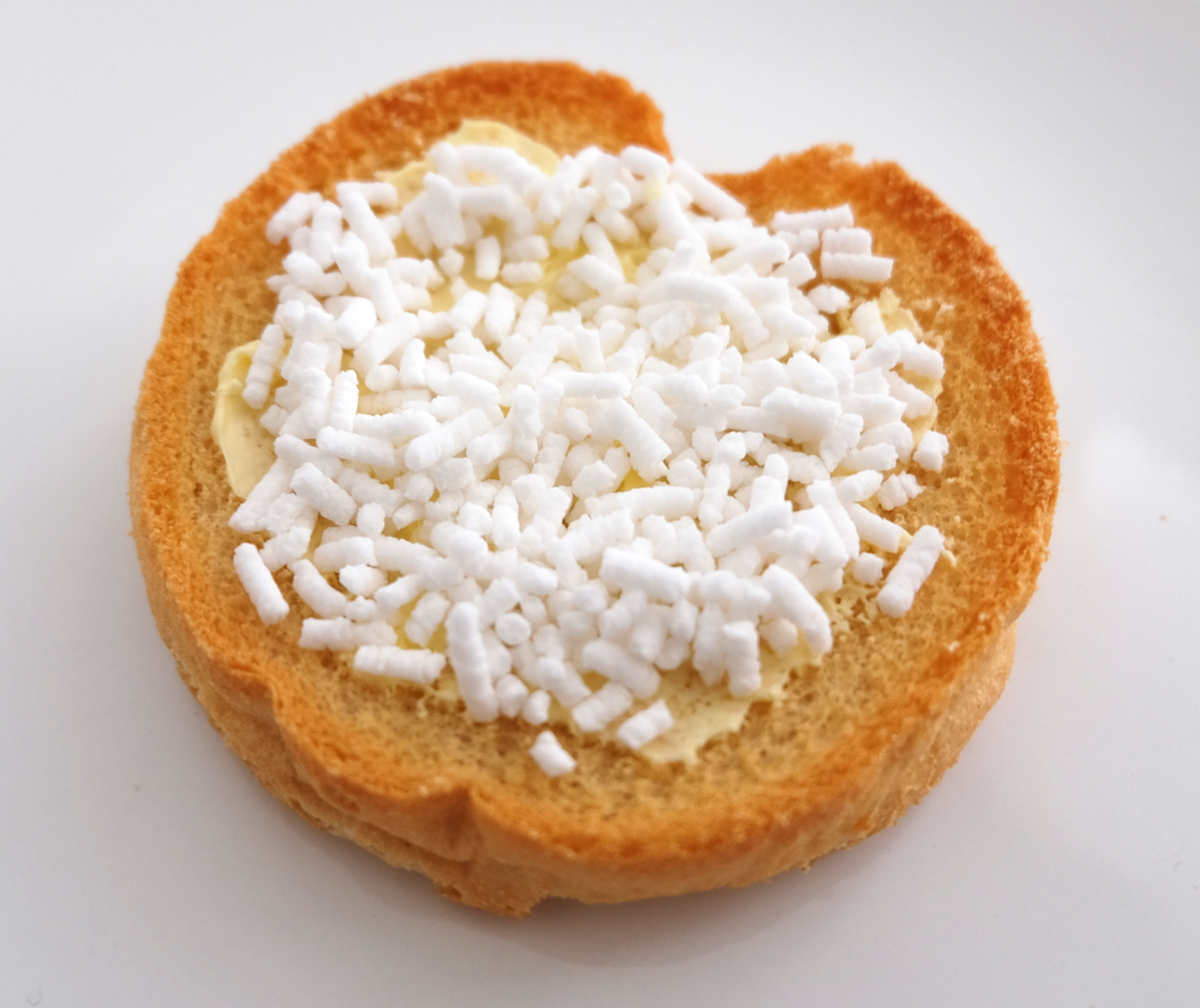
Anijshagel op beschuit

Anijshagel is een soort broodbeleg dat vooral erg populair is in Nederland, het komt daarbuiten vrijwel niet voor. Anijshagel zijn langwerpige witte granules (zoals vruchtenhagel, breder en korter dan hagelslag), het is gemaakt van suiker en anijs en lijkt wat betreft smaak erg op (gestampte) muisjes en anijsblokjes.
Het wordt in de handel aangeboden door de firma De Ruijter, die ook producent is van diverse andere soorten hagel(slag), zoals chocoladehagelslag en vruchtenhagel.